# Mário Centeno
Mário José Gomes de Freitas Centeno (Olhão, 9 de diciembre de 1966) es un economista y político portugués, actual gobernador del Banco de Portugal desde 2020. Anteriormente, fue ministro de Finanzas del Gobierno de Portugal desde el 26 de noviembre de 2015 hasta el 15 de junio de 2020, y presidente del Eurogrupo desde el 13 de enero de 2018 al 13 de julio de 2020.

## Biografía
Centeno es licenciado en Economía y máster en Matemáticas aplicadas por el Instituto Superior de Economía y Gestión (ISEG) de la Universidad Técnica de Lisboa. Es doctor por la Escuela de Negocios Harvard de la Universidad de Harvard.

## Trayectoria
Fue economista del Banco de Portugal desde 2000, y Director Adjunto del Departamento de Estudios Económicos de este departamento entre 2004 y 2013. Entre 2004 y 2013, también fue miembro del Comité de Política Económica de la Unión Europea. Entre 2007 y 2013 fue presidente del Grupo de Trabajo para el Desarrollo de Estadísticas Macroeconómicas en el Consejo Superior de Estadística. También es catedrático de Economía en el Instituto Superior de Economía y Gestión de Lisboa.
A partir de 2014, fue profesor de la ISEG, Universidad de Lisboa y trabajó como asesor del Banco Central de Portugal. Además ejerció de asesor económico del líder socialista António Costa y encargado de coordinar el programa económico del partido socialista para las elecciones legislativas de 2015.
Tras la elección de António Costa como primer ministro de Portugal, en noviembre de 2015, Centeno fue designado ministro de Finanzas de Portugal. En 2017 fue elegido presidente del Eurogrupo, asumiendo el cargo el 13 de enero de 2018.
En 2020, abandonó sus cargos tras ser nombrado por el Consejo de Ministros de Portugal como gobernador del Banco de Portugal el 16 de julio.